# Victor Burq
Jean Antoine Victor Burq, (född 8 juli 1822) i Rodez  och avled 12 augusti 1884 i Bièvres) var en fransk läkare. Han är känd som uppfinnare av  metallterapin och metalloskopin. Metallterapin användes för att medelst olika metaller, guld, silver, järn etcetera, använda utvärtes eller invärtes, bota vissa nervösa åkommor. Metallterapin har sedermera övergivits.

## Metallterapi
Victor Burq levde under en tid då forskning om hysteri och hypnos var på modet, särskilt den som utfördes av Jean Martin Charcot i Frankrike. Burq var mesmerist.
Efter de upptäckter och experiment som gjordes under 1700-talet, särskilt av Pierre-Nicolas Bertholon de Saint-Lazare om effekterna av elektricitet på människokroppen, djur och växter, fördes magneter och metaller in i den medicinska världen.
År 1876 bjöd Burq in Société de biologie i Paris (skapat 1848) för att formellt fastställa giltigheten av hans så kallade "metalloterapi"-behandling (som senare skulle döpas om till "metalloskopi") mot hysteri.
Charcot deltog själv i den utredning som sedan genomfördes av Burqs arbete. Denna undersökning utfördes tillsammans med två andra franska neurologer, som var mycket uppskattade vid den tiden: Amédée Dumontpallier och Jules Bernard Luys. De kallade Burqs metoder för burqism.
Ett sekel senare (1988) tror Anne Harrington vid Oxford University i efterhand att Burq fungerade som en viktig katalysator för att väcka den store neurologens intresse för hypnos i första hand, och var därefter ansvarig för flera av hans viktigaste övertygelser om den underliggande fysiologiska kopplingen mellan hypnos och hysteri.
Jean Martin Charcot blev intresserad av metalloterapi och tillsammans med sina kollegor trodde han att han hade upptäckt en metalloskopisk "överföring". Anne Harrington visar hur den första forskningen om metalloskopi, och sedan denna pseudo-metalloskopiska överföring, möjliggjorde utvecklingen av "en neo-mesmererisk”, och alltmer ockult gren av hypnosforskningen inom psykiatrin i Frankrike, som fram till nu har förblivit nästan helt ignorerad.